# لويز كريستيانسن
لويز كريستيانسن (بالدنماركية: Louise Kristiansen)‏ هي لاعبة كرة قدم دنماركية، ولدت في 24 سبتمبر 1987. شاركت مع منتخب الدنمارك لكرة القدم للسيدات.

## وصلات خارجية
- لويز كريستيانسن على موقع الاتحاد الأوربي (الإنجليزية)
- لويز كريستيانسن على موقع قاعدة بيانات كرة القدم.إي يو (الإنجليزية)
- لويز كريستيانسن على موقع Soccerway.com (الإنجليزية)